# Gabriel Vidal
Pour les articles homonymes, voir Vidal.
Gabriel Vidal Nova (né le 5 octobre 1969) est un ancien footballeur espagnol qui jouait au poste de milieu de terrain.

## Carrière
Né à Palma de Majorque, dans les îles Baléares, Gabriel Vidal passe une grande partie de ses 16 ans de carrière professionnelle au RCD Majorque, qui joue en Liga de 1989 à 1992. Il fait ses débuts avec ce club le 3 septembre 1989, en entrant en jeu à la 63e minute d'un match perdu 0–1 contre le CA Osasuna.
Le club atteint la finale de Copa del Rey en 1991. 
Vidal joue également au CD Leganés et au Getafe CF. Il prend sa retraite en 2004 à l'âge de 34 ans, après quelques matchs avec les amateurs du CD Atlético Baleares. 
Son bilan en championnat s'élève à 363 matchs joués, pour 22 buts marqués, dont 67 matchs en première division avec Majorque.
Gabriel Vidal fait partie de l'équipe espagnole qui remporte les Jeux olympiques de 1992 à Barcelone. Il joue deux matchs lors du tournoi olympique, contre l'Italie en quarts de finale, puis contre le Ghana en demi-finale.

## Palmarès

### En club
RCD Majorque
- Finaliste de la Coupe du Roi en 1991

### En équipe nationale
Espagne U23
- Médaillé d'or aux Jeux olympiques d'été de 1992

Espagne U16
- Champion d'Europe des moins de 17 ans en 1986